# Champ Car World Series
La Champ Car World Series fue un campeonato de automovilismo estadounidense sancionado por Open-Wheel Racing Series Inc., que funcionó desde 2004 hasta 2008. Fue el sucesor de la Championship Auto Racing Teams (CART) y su historia terminó al ser absorbida por la IndyCar Series. 

## Historia

### Nacimiento de la Champ Car
En 2002, FedEx anunció el fin a su patrocinio como título de la serie CART al concluir la temporada. En otro golpe, Honda y Toyota se trasladaron a la Indy Racing League después de 2002. Por ello, CART decidió renombrarse y reformarse en sí. A partir de 2003, CART empezó a promocionarse como Bridgestone Presents the Champ Car World Series Powered by Ford.
Debido a la pérdida de su patrocinador principal y dos proveedores de motores, las acciones de CART se desplomaron a USD$25 por acción y la organización se declaró en bancarrota en 2003, luego de terminada esa temporada y los activos fueron objeto de liquidación. Tony George, hizo una oferta de ciertos activos de la empresa, mientras que un trío de propietarios de equipos de CART (Gerald Forsythe, Paul Gentilozzi, Kevin Kalkhoven), junto con Dan Pettit, también hicieron una oferta, llamando a su grupo Open Wheel Racing Series (OWRS). La oferta de George fue solamente un esfuerzo por eliminar cualquier rival de la Indy Racing League. Sin embargo, si la oferta de George (que era en realidad superior a la oferta OWRS) hubiera sido la vencedora exitosa de la venta, muchos a los que se les debía dinero de parte de CART, no recibirían su pago. Por lo tanto, un juez dictaminó que el grupo de OWRS debería ser el comprador.
Adrián Fernández y Bobby Rahal, junto con sus equipos respectivamente, se unieron a tiempo completo a la IRL justo antes del Gran Premio de Long Beach de ese año. Sin embargo, varios equipos se quedaron con Champ Car, asegurándose de que la serie podría continuar. La más notable de ellos fue Newman/Haas Racing. El equipo potente y bien financiado, propiedad del actor Paul Newman y el empresario de Illinois Carl Haas, mantuvo firme en su lealtad a la serie y su dirección. Otro equipo destaca por su lealtad era Dale Coyne Racing, una de las más antiguas del mundo que continúan en funcionamiento en categorías de monoplazas.

### Desarrollo
En las primeras tres temporadas se utilizó mayoritariamente el chasis Lola B02/00, que había sido introducido por la CART en 2002. En 2007, este fue sustituido por el Panoz DP01. Ambos estaban propulsados por un motor Cosworth XFE V8 turbo de 2.65 litros.
Las temporadas contaron con 14 o 13 carreras cada una. En 2007 se eliminó la carrera de Milwaukee, la única en circuito oval que quedaba. Ese mismo año, se disputaron dos carreras en Europa: Bélgica y Países Bajos. El francés Sébastien Bourdais (Newman/Haas) fue el único piloto en ser campeón de las cuatro temporadas.

### Quiebra y la unificación con la Indy Racing League

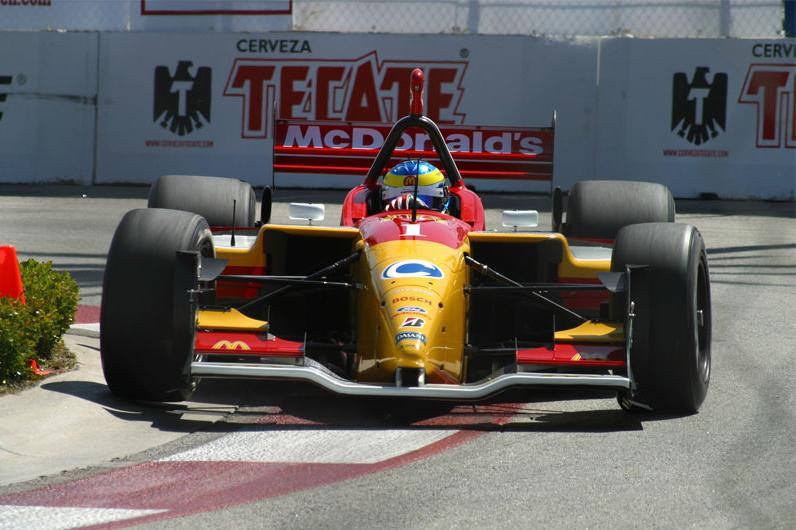
Sébastien Bourdais, único ganador de los cuatro campeonatos.

En 2007, Bridgestone y Ford dejaron de ser auspiciantes titulares de la categoría. Además, los rumores de los problemas financieros, a menudo reportados por respetados periodistas de deporte motor, plagó a la serie durante todo 2007.
A finales de ese año, estaba claro que CCWS carecían de los recursos para montar una temporada más. Tres carreras de la temporada 2007 (Arizona, Denver y China) fueron canceladas antes de que se llevaran a cabo, y de hecho, la categoría nunca ha tenido una temporada en la que corrió todas las carreras programadas. Los rumores e informes de prensa de la situación financiera de la serie eran comunes, y complicaban los planes futuros.
A principios de febrero de 2008, la Junta de Directores autorizó la quiebra de Champ Car, que se presentó el 14 de febrero de 2008. El 22 de febrero de 2008, un acuerdo de principio alcanzado y firmado, permitió la fusión de la Champ Car World Series con la IRL (ya nombrada como IndyCar Series). En la exposición de los contratos de venta de la sanción de la CCWS (en particular, Long Beach) y los activos intangibles, junto la Unidad Médica Móvil de Champ Car (a la vez conocido como el Equipo de Seguridad Holmatro), la IRL pagó USD$6 millones. El documento también incluye un acuerdo de no competencia para Forsythe y Kalkhoven a cambio de $ 2 millones para cada uno, siempre que paguen "ciertas cuentas" de las cuentas de Long Beach en 2008 y el apoyo de la IRL. Los activos de CCWS se vendieron en una subasta el 3 de junio de 2008. En el acuerdo, la Indy Racing League se convirtió en el dueño de todo el material de CART y Champ Car y su historia..
El 20 de abril, la carrera en el Gran Premio de Long Beach se disputó como fecha puntuable de la IndyCar con automóviles de la Champ Car, el mismo fin de semana que la IndyCar Series realizó su carrera con sus pilotos habituales en Motegi, pese a que muchos de los equipos de Champ Car ya estaban compitiendo en IndyCar desde principios de temporada. El Gran Premio de Surfers Paradise se corrió como carrera no puntuable de la IndyCar Series una vez finalizada la temporada y Edmonton se convirtió en carrera puntuable de la temporada 2008. Las demás carreras fueron canceladas, aunque algunas volvieron con el pasar de los años como Toronto, Houston, Road America, Portland y Laguna Seca. El único equipo de Champ Car que aún sobrevive es Dale Coyne.

## Circuitos
| - Las Vegas (2004-2005; 2007). - Circuito Urbano de Las Vegas (2007) - Milwaukee (2004-2006) - Cleveland (2004-2007) - Denver (2004-2006) - Houston (2006-2007) - Laguna Seca (2004) - Las Vegas (2007) - Long Beach (2007) - Portland (2004-2007) - Road America (2004, 2006-2007) - San José (2005-2007) | - Assen (2007) - Edmonton (2005-2007) - Hermanos Rodríguez (2004-2007) - Monterrey (2004-2006) - Montreal (2004-2006) - Mont-Tremblant (2007) - Surfers Paradise (2004-2007) - Toronto (2004-2007) - Vancouver (2004) - Zolder (2007) |

## Televisión
Spike TV emitió la temporada 2004. En 2005 y 2006, la Champ Car se emitió entre NBC, CBS y Speed Channel. En 2007, las distintas carreras se emitieron por NBC, CBS, ABC, ESPN, ESPN2 e ESPN Classic. Fuera de Estados Unidos, Eurosport en Europa y Fox Sports en Latinoamérica transmitieron todas las temporadas.

## Campeones
| Año                                                             | Piloto                                                          | Equipo                                                          | Automóvil                                                       | Jim Trueman Novato del Año                                      |
| Bridgestone Presents the Champ Car World Series Powered by Ford | Bridgestone Presents the Champ Car World Series Powered by Ford | Bridgestone Presents the Champ Car World Series Powered by Ford | Bridgestone Presents the Champ Car World Series Powered by Ford | Bridgestone Presents the Champ Car World Series Powered by Ford |
| --------------------------------------------------------------- | --------------------------------------------------------------- | --------------------------------------------------------------- | --------------------------------------------------------------- | --------------------------------------------------------------- |
| 2004                                                            | Sébastien Bourdais                                              | Newman/Haas Racing                                              | Lola-Cosworth Ford                                              | A. J. Allmendinger                                              |
| 2005                                                            | Sébastien Bourdais                                              | Newman/Haas Racing                                              | Lola-Cosworth Ford                                              | Timo Glock                                                      |
| 2006                                                            | Sébastien Bourdais                                              | Newman/Haas Racing                                              | Lola-Cosworth Ford                                              | Will Power                                                      |
| Champ Car World Series                                          |                                                                 |                                                                 |                                                                 |                                                                 |
| 2007                                                            | Sébastien Bourdais                                              | Newman/Haas/Lanigan Racing                                      | Panoz-Cosworth                                                  | Robert Doornbos                                                 |
| 2008                                                            | Cancelada                                                       | Cancelada                                                       | Cancelada                                                       | Cancelada                                                       |